# Alister Allan
Alister Millar Allan, född 28 januari 1944 i Freuchie, är en brittisk före detta sportskytt.
Allan blev olympisk silvermedaljör i gevär vid sommarspelen 1988 i Seoul.